# La Lumière du monde (Boucher)
Pour les articles homonymes, voir La Lumière du monde.
La Lumière du monde de François Boucher est une huile sur toile, peinte en 1750.
Cette œuvre, d'abord appelée L'adoration des bergers, fut commandée par Madame de Pompadour et est conservée au musée des Beaux-Arts de Lyon.
Le sujet représenté n'est pas exactement une Adoration des bergers par l'absence des moutons, ni une Nativité à cause de la présence des étrangers et l'absence de l'âne. Le véritable sujet est donc La Lumière du monde, qui devient par la suite le titre de l’œuvre.

## Historique de l'œuvre
Ce tableau, initialement intitulé L'Adoration des bergers fut commandé a François Boucher par Madame de Pompadour, favorite et amie du roi. Il s'agit de la première commande que Madame de Pompadour fit au peintre, mais, plus important encore, la première œuvre religieuse de grand format réalisée par ce dernier, qui en réalisera cinq au total.
Le tableau fut exposé en 1750 au Salon, ce qui constitue un tournant dans la carrière de François Boucher, puisqu'il obtient grâce à ce tableau un logement au Palais du Louvre ainsi que la charge de premier peintre du roi.
Le tableau achevé, il orna l'autel placé dans le placard de l'une des antichambres du Château de Bellevue (Meudon). En effet, une chapelle était nécessaire au prestige de ce château. Une gravure de ce tableau fut faite en 1761, par Étienne Fessard , qui lui donna son titre actuel, La Lumière du monde.
Bien que l'usage initialement privé permit a François Boucher de sortir quelque peu des codes traditionnels, le tableau ne convint pas a tous, comme le prouve son retrait du Château de Bellevue (Meudon) entre 1762 et 1764, à la suite de la vente de ce château au roi.
À partir de cette date, il passa de collections en collections, au gré des ventes et mises aux enchères, avant d’être attribué au Musée du Louvre par l'Office des biens et Intérêts privé en 1951 et enfin déposé au musée des Beaux-Arts de Lyon, en 1955, où il est enregistré sous le numéro 1955-106.
Le cadre est quant à lui daté du XVIIIe siècle, référencé au numéro 1956-30, comme conçu par la maison Lebrun.

## Description et analyse
Comme dans d’autres tableaux sur la Nativité, l’enfant Jésus au centre est profondément endormi dans des linges blancs. Mais sa mère qui est assise à côté de lui se penche pour l’entourer de ses bras, lui faisant ainsi une sorte de berceau douillet, à la fois pour le protéger et pour le présenter à un jeune enfant.
Jésus est adoré non pas par le traditionnel groupe de bergers, mais par une famille de bergers : une femme âgée vêtue de gris, un homme en rouge, une toute jeune femme assise qui tient deux petits enfants. Leurs présents sont posés sur le sol, deux coqs morts et deux œufs. Cependant il est difficile de savoir s’ils comportent une résonance symbolique – la lumière naissante et la résurrection – ou si François Boucher les utilise simplement pour souligner la rusticité de la naissance dans l’étable, renforcée par la berthe sur laquelle s’appuie la vieille femme. L’enfant le plus jeune offre au petit Jésus une colombe, signe de paix.
En face du groupe des bergers, au-dessus de Jésus et de Marie, Joseph (Nouveau Testament) les regarde un peu à distance. Il feuillette un très grand livre curieusement appuyé sur la tête d’un bœuf qui lui sert de lutrin. C’est le bœuf de la crèche, comme nous le voyons dans presque toutes les Nativités. Mais le bœuf, ou le taureau, est aussi le symbole de Luc (évangéliste), l’évangéliste qui nous donne le récit de Noël.
Tout en haut du tableau, une nuée d’angelots, dont on ne voit que la tête et les deux ailes, repoussent les nuages sombres pour laisser pénétrer la clarté du ciel. C’est cette lumière venue d’en haut qui éclaire l’enfant Jésus.
François Boucher a construit son tableau principalement sur des courbes : celle qui va de la tête de Joseph au berger, en passant par les bras des femmes et des enfants, et les nombreuses formes arrondies : visages, bras, objets…
À la fois par des moyens picturaux – la lumière qui rayonne de l’Enfant Jésus – et par le choix des personnages, le tableau montre la lumière que la naissance du Christ apporte à l’humanité tout entière. 
Le vieil homme à droite représente bien Joseph. Mais le fait qu’il tienne un livre ressemblant aux Saintes Ecritures, ainsi que la présence de la vieille femme aux mains jointes dans un geste d’adoration et celle de la colombe retenue par le jeune garçon, évoquent l’iconographie de la P, t. II,n0°urification, quand Anne et Siméon, les premiers à reconnaître la divinité du Christ, déclarèrent qu’il serait « lumière pour la révélation aux païens, et gloire d’Israël ton peuple » (Saint-Luc, 11, 32). 
À la suite du Salon de 1750, Louis-Guillaume Ballet de Saint-Julien livre les observations suivantes : « Son tableau de dévotion, qui est une Nativité, est traité de la manière du monde la plus intéressante. On n’y voit que ce qu’on a coutume d’y employer ordinairement ; mais ce sujet quoique si souvent remanié paraît ici absolument neuf […]. Tout est remarquable dans cet ouvrage : l’air fin et séduisant de la plupart des figures, l’élégante naïveté de leurs attitudes, et la singulière variété de leurs caractères. Sa couleur semble le disputer à son dessin, et achève d’en faire un tout parfait et l’entente qu’on y remarque. Le fond en est occupé par une Gloire vague et légère, ce qui convient merveilleusement à son sujet : elle semble représenter l’Aurore qui dut annoncer le Sauveur du monde ; c’est la lumière pure d’un soleil naissant ».

## Contextes
Le XVIIIe siècle, souvent appelé « siècle des Lumières » est très riche aussi bien sur le plan intellectuel que scientifique ou culturel. Ce mouvement des « Lumières » regroupe différents artistes (écrivains, peintres etc.).  Le siècle des Lumières correspond, en art plastique, à la transition entre les périodes classique et néo-classique ; et en musique à celle entre la période baroque et la période classique (incluant style galant et rococo). 
En peinture le néo-classicisme apparaît au début des années 1760 et s'inscrit dans un mouvement de réaction contre le style ornementé du rococo, en prônant un retour à la simplicité qui caractérisait, le style antique. Du fait de la date de production de l'œuvre, l'artiste serait donc l'un des précurseurs du néo-classicisme. 